# Arkys simsoni
Arkys simsoni là một loài nhện trong họ Araneidae.
Loài này thuộc chi Arkys. Arkys simsoni được Eugène Simon miêu tả năm 1893.